# Mycenastrum corium
Mycenastrum corium es una especie de hongo que está incluida en el género fúngico Mycenastrum de la familia Agaricaceae. El género se ha considerado monotípico, conteniendo a M. corium como una especie ampliamente distribuida. Esta especie tiene varios nombres comunes: el hongo gigante del pasto, el hongo de cuero, o el hongo resistente. 

## Descripción
Las fructificaciones jóvenes son blancas, globosas, basidiocarposs esféricos, globosos a subglobosos, o piriformes, de 5 a 27 cm de diámetro. Pseudostipia de 2 a 7 cm de largo, compuesta de micelio cubierto por el suelo. Peridio de 1-2 mm de espesor, consistente en dos capas en el estadio juvenil y en el adulto. Exoperidio adherido al endoperidio, blanco, liso, en su fase juvenil. Al madurar el basidioma el exoperidio se rompe, formando grandes escamas caducas exponiendo el endoperidio marrón claro, de consistencia coriácea y olor de calcetín sucio que aumenta cuando se seca. Filamentos capilares de paredes gruesas, ramificados con numerosos puntos cortos como espinas de diámetro diferente. Basidiosporas ornamentadas, esféricas, de aproximadamente 8 μm de diámetro, en ejemplares jóvenes la ornamentación es gruesa y relativamente lisa y cuando madura desarrolla una ornamentación reticulada.

## Distribución
Esta especie se ha citado en México de Baja California, Ciudad de México (antes Distrito Federal), Estado de México, Chihuahua, Nuevo León, San Luis Potosí y Sonora. A nivel mundial tiene amplia distribución: África (Zimbabue), Asia, (India, Irán, Mongolia y Yemen), Sur América (Argentina, Chile y Uruguay), Norteamérica (Estados Unidos, Canadá), también se ha citado de Australia y Nueva Zelanda.

## Hábitat
Crece en el suelo, con hábito solitario a gregario, en bosques de pinos, pastizales y caminos descubiertos.

## Usos
En cuanto a sus usos, esta especie ha sido utilizada por niños para jugar con ella sustituyendo la pelota con el hongo, debido a que su peridio externo es grueso y puede soportar golpes duros sin romperse. En México se ha usado medicinalmente como una herramienta hemostática, como un tónico de garganta y pulmón, por sus propiedades antiinflamatorias. Los cuerpos fructíferos pueden confundirse con el género Calvatia, un género que contiene especies comestibles. Se tiene registro de que esta especie es comestible cuando se encuentra en la etapa juvenil (siendo completamente blanca), sin embargo también se tiene un registro de su posible toxicidad, provocando algunos síntomas gastrointestinales, incluyendo dolor de estómago, flatulencias y diarrea.  Se conoce muy poco de la biología y hábitos de los hongos, por ello la mayoría de ellos no están incluidos en la Norma Oficial Mexicana 059.